# Parasztkantáta

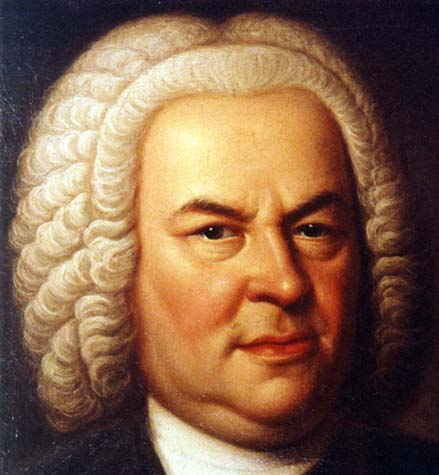
Bach 1748-as portréja

A Mer Hahn en neue Oberkeet vagy népszerű nevén a Parasztkantáta Johann Sebastian Bach legismertebb világi kantátája (BWV 212). 1742-ben keletkezett, szövegét Picander írta.

## A mű születése
1742-ben Carl Heinrich von Dieskau udvari kamarás (a 20. század egyik legnagyobb dalénekesének, Dietrich Fischer-Dieskaunak az őse) – a szász fejedelem hűbéradományaként – a birtokához csatolhatott három Lipcse környéki falut. Az alkalomra ünnepséget rendeztek, amire Christian Friedrich Henrici (költői nevén Picander) egy népies nyelvezetű szöveget állított össze, és azt javasolta Bachnak, hogy a szöveg felhasználásával írjon kantátát, amivel Dieskaut köszönthetik az ünnepségen. Henrici egyébként polgári foglalkozását tekintve adószedő volt, Dieskau pedig a szászországi adóügyek felügyelője, gyakorlatilag Henrici feljebbvalója volt, Bach egyik gyermekének pedig Dieskau volt a keresztapja, a kölcsönös érdekeltség tehát adott volt. A cím: Mer Hahn en neue Oberkeet (irodalmi német nyelven Wir haben eine neue Obrigkeit, azaz Új elöljárónk van) lett.
A kantáta szövegének nagy része régies szász nyelvjárásban íródott, ezért a mai németeknek is magyarázatot kell fűzni egy-egy kifejezéshez. A zenei ellátás meglehetősen visszafogott: a kis vonószenekarhoz csupán egy fuvola és egy kürt társul, ezek is csak egy-egy áriában jutnak szóhoz (persze egy csembaló is kell, ami a basso continuót viszi). A vokalitást kis énekkar, egy szoprán és egy basszus képviseli. Mindez arra utal, hogy az ünnepségen kisszámú vendégsereg vett részt, és a darab nem lehetett túl hosszú sem, mert feltehetően a lakoma előtt hangzott el.

## A mese
A zene meséje végtelenül egyszerű: a falusiak küldöttséggel járulnak újdonsült uruk elé (a szót egy asszony és egy férfi viszi), dicsérik jóságát, gazdagságát, miközben még szerelemről is szó esik. Az utolsó részben aztán elvonulnak a kocsmába, ahol a földesúr jóvoltából ingyen italozással fejezhetik be az ünneplést.

## A zene
Bach zenei forrása meglehetősen tarka képet mutat ebben a műben: népszerű népdalokat éppúgy felhasznált, mint saját korábbi motívumait, de még egy kortárs szerzőtől is kölcsönzött. A zene alapvetően népies, falusias hangulatú, de ezt helyenként előkelő stílusú részek szakítják meg, mintha a parasztok viselkednének az úri modor szerint.
A kor zenéjét ismerők számára meglepő egy ilyen „könnyű” muzsika, főleg a mindig „komoly” Johann Sebastian Bachtól. Különösen érdekes, ha azt is tudjuk, hogy ezt a kantátát már nem a fiatal, hanem az élete vége felé közeledő (nyolc év múlva hal meg) zeneszerző komponálta. És azt se felejtsük el, hogy abban a korban még messze nem vált el a „szórakoztató” és a „komoly” zene, és Bach mégis egy szórakoztató, humoros zenével állt elő, amit ő maga jelzett azzal, hogy a partitúrára ezt írta: „Cantate en burlesque”, azaz komikus énekmű. Molnár Antal a következőt írta erről: Bach „pazar jókedvében levetette a díszes öltönyt, egyszerű házi köntösben, pipával a szájában, pohár borocska mellett muzsikált, mondván: »einmal ist keinmal« (egyszeri kihágás nem számít)”.
A zene 24 részből, többnyire táncos motívumokból áll, amelyek általában igen rövidek, csak hat időtartama haladja meg az 1 percet (függően természetesen az előadás tempójától). A bevezető zene a zenekaré, ami felidézi az egyik későbbi rész témáját, ugyanakkor előrevetíti a darab zenei stílusát: a humorral kezelt paraszti darabosságot, nyerseséget. Az ünneplés tárgyáról az első duettben van szó („Mer han en neue Oberkeet”), miközben a falusi zenészek is hallatják hangjukat. Az ötödik részben az új földesúr jóságáról énekelnek, majd egy előkelőbb hangulatú szoprán-ária következik. A szerelemről van szó benne, de furcsa módon még hascsikarásra is panaszkodik szegény lány. Az egyik basszus ária földesúr vagyonáról szól, eszerint napi tízezer arany a bevétele (már ahogy a parasztok elképzelik uruk jómódját). Ez akkora túlzás, hogy nyilván a hallgatóság hangos derültségét váltotta ki. Legvégül nótázva, vidám dudaszó kíséretében  a kocsma felé veszi útját a társaság. Ez a rész a darab egyik legismertebb és legnépszerűbb része, amit a hangverseny-látogatók legszívesebben együtt énekelnének a művészekkel. Van még egy ilyen népszerű rész a darab elejéről, amelyet – rövidsége ellenére – kórusok is műsorukon tartanak:
A Parasztkantáta részei:
1. Sinfonia
2. Mer han en neue Oberkeet
3. Nu, Mieke
4. Ach, es schmeckt doch gar zu gut
5. Der Herr ist gut
6. Ach, Herr Schösser
7. Es bleibt dabei
8. Unser trefflicher, lieber Kammerherr
9. Er hilft uns allen
10. Das ist galant
11. Und unsre gnädge Frau
12. Fünfzig Taler bares Geld
13. Im Ernst ein Wort!
14. Kleinzschocher müsse
15. Das ist zu klug vor dich
16. Es nehme zehntausend Ducaten
17. Das klingt zu liederlich
18. Gib, Schöne, viel Söhne
19. Du hast wohl recht
20. Dein Wachstum sei feste
21. Und damit sei es auch genung
22. Und daß ihr's alle wißt
23. Mein Schatz, erraten
24. Wir gehn nun wo der Tudelsack

## Felvételek
- Johann Sebastian Bach:  „Mer han en neue Oberkeet" („Bauernkantate“). Szoprán: Carmela Konrad, basszus: Benjamin Appl, Stiftsbarock Stuttgart, csemballó és karmester: Kay Johannsen  YouTube (2014. december 14.)  (Hozzáférés: 2016. augusztus 19.) (videó) teljes mű
- Johann Sebastian Bach:  Parasztkantáta. Nagy Zsuzsanna  YouTube (2009. november 15.)  (Hozzáférés: 2016. augusztus 19.) (audió) szóló ének
- Johann Sebastian Bach:  Parasztkantáta. YouTube (2016. május 13.)  (Hozzáférés: 2016. augusztus 19.) (videó) két szólamú gyerekkar
- Johann Sebastian Bach:  Parasztkantáta. Szentegyházi Gyermekfilharmónia  YouTube. Parlamenti díszlépcső (2010. november 20.)  (Hozzáférés: 2016. augusztus 19.) (videó) gyerekkar, zenekar
- Johann Sebastian Bach:  Peasant cantata. YouTube (2009. április 17.)  (Hozzáférés: 2016. augusztus 19.) (audió, képsorozat) szoprán- és basszusszóló, zenekar
- Johann Sebastian Bach:  Parasztkantáta. Pénzes László  YouTube (2012. február 9.)  (Hozzáférés: 2016. augusztus 19.) (videó) oktató videó akusztikus gitárra